# Molossus currentium

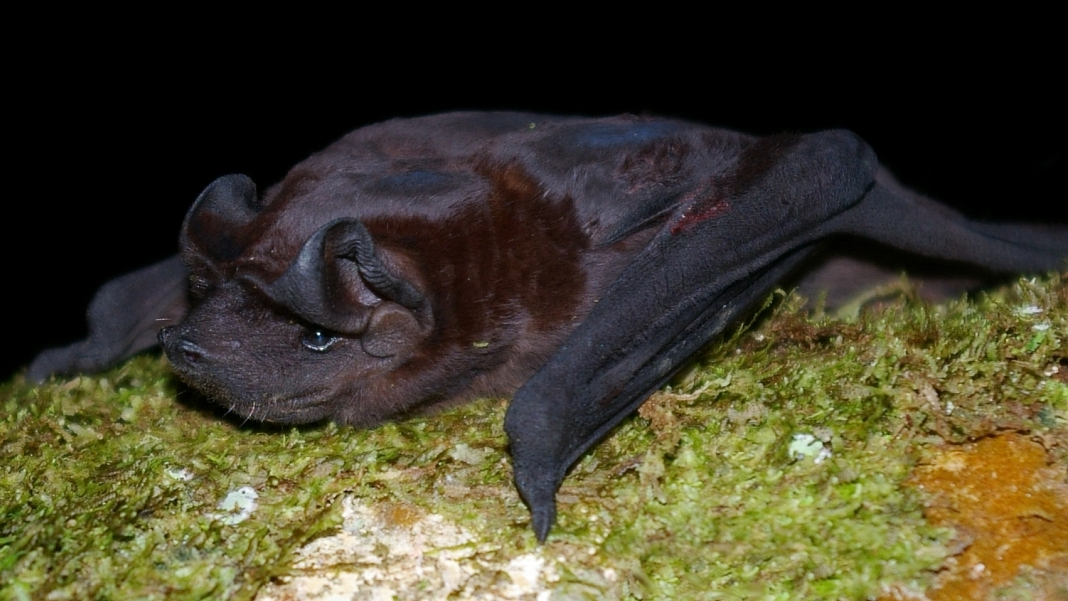
M. currentium

Molossus currentium es una especie de murciélago de la familia Molossidae. Se encuentra en  América Central y América del Sur en dos zonas distintas.